# Phomopsis muelleri
Phomopsis muelleri är en svampart som först beskrevs av Mordecai Cubitt Cooke, och fick sitt nu gällande namn av Grove 1917. Phomopsis muelleri ingår i släktet Phomopsis och familjen Diaporthaceae.   Inga underarter finns listade i Catalogue of Life.